# Ancy-le-Libre
Ancy-le-Libre är en kommun i departementet Yonne i regionen Bourgogne-Franche-Comté i norra Frankrike. Kommunen ligger i kantonen Ancy-le-Franc som tillhör arrondissementet Avallon. År 2022 hade Ancy-le-Libre 141 invånare.

## Befolkningsutveckling
Antalet invånare i kommunen Ancy-le-Libre
| Referens: INSEE |